# ブレス オブ ファイアIV 〜炎の剣と風の魔法〜
『ブレス オブ ファイアIV 炎の剣と風の魔法』（ブレス オブ ファイア フォー ほのおのけんとかぜのまほう）は、カプコンから2007年から2008年にかけて携帯アプリとして配信されたアクションRPG。PSソフト『ブレス オブ ファイアIV』の外伝作品にあたる。
シリーズ初のアクションRPGである。

## 概要
本作は『ブレスオブファイアIV』の番外編として配信されている。シリーズとしては初のアクションRPG。大容量のアプリの規格「メガアプリ」を採用しており、『ブレスオブファイアIV』の世界観が再現されている。

## 物語
竜眼の少年リュウと飛翼族の少女ニーナは仲間達と共に旅を続けていた。その道中で森に迷い込む。普段なら普通に抜けられる「なんでもない森」。だがその日だけは不思議な霧がかかり、いつもと雰囲気が違っていた。
霧が晴れ気が付くと、リュウとニーナ以外の仲間がいなくなっていた。果たしてリュウは仲間と再会できるのか。そして謎の霧は?

## 登場人物

### 主要人物
リュウ
奇相である竜眼を持った少年。仲間達と旅を続けていたが、ある日ふしぎな霧の中に迷い込み、ニーナ以外の仲間達とはぐれてしまう。
竜に変身する能力は本作でも健在で、変身中は能力が上昇する。武器は剣。
ニーナ
ウィンディアの第2王女。飛翼族で背に翼を持つ。武器は杖。

### サポートキャラ
クレイ
最初に再会する冒険の仲間。虎人族の族長で戦士。本作ではサポートキャラとして登場。呼び出すとSPを消費して「ブーレイ」でサポートしてくれる。またフィールド上でリュウ達では持ち上げられない重い岩をどかしてくれる。
サイアス
途中、イベントでアースラとともに合流する仲間。背が高く犬のような風貌に侍のような出で立ちをしている。本作ではサポートキャラとして登場。呼び出すとSPを消費して「グレイゴル」でサポートをしてくれる。
アースラ
サイアスとともに再会する仲間。野馳族で、フォウ帝国の中隊長を務める女性。狐のような耳と尻尾を持ち、銃を扱う。本作ではサポートキャラとして登場。呼び出すとSPを消費して「パドラーム」でサポートをしてくれる。またイベントでニーナの手助けをする。
マスター
最後に再会する仲間。呪いを完全に防ぐ強固な鎧。その正体はディースを封印していた鎧がディースの影響を受けて意思を持って動き出したもの。しかしディースは今作には名前すら出てこない。本作ではサポートキャラとして登場。呼び出すとSPを消費して「えんごしゃげき」でサポートをしてくれる。またあるところの壁を破壊してくれる。

### その他
ナジャ
シェスタ村に住む妖精。モンスターに襲われていたところをリュウ達に助けられる。彼女によると、この村のまわりは、モンスターなどいなかったという。